# Gmina Mikleuš
Gmina Mikleuš (chorw. Općina Mikleuš) – gmina w Chorwacji, w żupanii virowiticko-podrawskiej. W 2011 roku liczyła 1464 mieszkańców.

## Miejscowości
Miejscowości wchodzące w skład gminy Mikleuš:
- Balinci
- Borik
- Četekovac
- Čojlug
- Mikleuš